# Cómplices al rescate (canción)
"Cómplices al Rescate" es una canción escrita por Alejandro Abaroa en la letra, cuya música fue compuesta por Cristina Abaroa y Pablo Aguirre.

## Información
"Cómplices al Rescate" fue escrita como tema musical de la telenovela del mismo nombre, protagonizada por  Belinda, Fabián Chávez y Martín. Es cantada por Belinda (posteriormente por Daniela Luján ), Fabián (posteriormente Martín Rica) y los cómplices (Alex Speitzer, Ramiro Torres, Vadhir Derbez, Martha Sabrina, Dulce María López y Diego Amozurrutia).
El tema tuvo éxito en las listas de Billboard, ocupando el lugar 31 en el Latin Pop Airplay la versión pop, y el lugar 11 en el Latin Tropical Airplay la versión grupera.

## Sencillo
El sencillo solo fue de manera promocional, repartido en las radiodifusoras de México. Tiene en la portada al perro Mantequilla de la telenovela.

### Lista de canciones
Promo Single
1. Cómplices al Rescate (Versión Pop)
2. Cómplices al Rescate (Versión Grupera)

### Versiones
- Cómplices al Rescate (versión pop) (Cómplices al rescate: Silvana)
- Cómplices al Rescate (versión grupera) (Cómplices al rescate: Mariana)
- Cómplices al Rescate (salsa dance version) (Cómplices al rescate: El gran final)
- Cómplices al Rescate (karaoke) (Canta con Cómplices al Rescate)[4]
- Cómplices al Rescate (en vivo) (Fiesta en la Azotea: En Vivo desde el Auditorio Nacional)
- Cómplices al Rescate (popurrí pop y grupera) (Total)

## Charts
| Chart (2002)                                | Posición |
| ------------------------------------------- | -------- |
| U.S. Billboard Latin Pop Airplay            | 31       |
| U.S. Billboard Latin Tropical/Salsa Airplay | 11       |

## Trivia
- En la tercera banda sonora de la telenovela (Cómplices Al Rescate: El Gran Final), el tema es cantado por Daniela Luján y Martín Ricca, pero con un ritmo diferente y también calificó en los mismos charts (Latin Pop Airplay, Latin Tropical/Salsa Airplay), con las mismas posiciones.<!R4>
- La canción también fue adaptada y grabada en idiomas Hindi y Portugués para las versiones india (Hum 2 Hina Na) y brasileña (Cúmplices de um Resgate) de la telenovela.